# Antequera (Bolivia)
Antequera is een gemeente (municipio) in de Boliviaanse provincie Poopó in het departement Oruro. De gemeente telt naar schatting 3.143 inwoners (2018). De hoofdplaats is Antequera.